# アーチボルド・リーチ
アーチボルド・キア・リーチ（Archibald Keir Leitch、1865年4月27日 - 1939年4月25日）は、スコットランドの建築家。イギリスやアイルランドにおける数多くのサッカースタジアムの設計を手掛けたことで知られる。

## 初期の仕事
1865年、グラスゴーに出生。リーチの初期の設計は、イギリス領セイロンと、グラスゴー東部ラナークシャーの製茶工場の設計だった。またグラスゴー中心部の南、ポルマディーのセンチネル・ワゴン・ワークス社が使用した建築物がイギリス指定建造物となっている。
1896年にスコットランドの造船技術者の学会、後に機械技術者の学会に加入した 。1899年、幼少期からサポーターをしていたレンジャーズFCの新スタジアム、アイブロックス・パークの設計依頼を機に、スタジアムの設計を専門とするようになった。

## スタジアムの設計
リーチによるスタジアムは審美性よりも機能性を重視しており、初期の建築物研究から影響を受けている。スタンドの多くは2層構造となっており、上部の層の前面に十字型の鋼製の欄干を使用し、前方の端がピッチに面するように構築された一連の屋根で覆われている。屋根の中央に独特なペディメントを設けることもある。
イングランドでの最初の設計はブラモール・レーンのジョン・ストリート・スタンドで、3000席と6000席のスタンドを大きなチューダー様式を模した外観に仕上げている。
建築家としてのリーチの評価はアイブロックスの惨事によって一度は損なわれたものの、リーチはレンジャーズに対し新スタンドの設計を申し入れ、より強固なテラス構造の特許を取得した。その後も1899年から1939年に亡くなるまでの40年間で、イギリスとアイルランドの20を超えるスタジアムの全面または一部の設計を依頼され、近代的なスタジアム建築の第一人者として活躍した。
その後、リーチが設計したスタジアムの多くがヒルズボロの悲劇の報告書を受けて立見席を廃止した全席競技場への改装のために取り壊された。 例として、ヴィラ・パークのトリニティ・ロード・スタンドは2000年に取り壊された。一方でクレイヴン・コテージのメインスタンドとパビリオン、アイブロックスのメインスタンドのファサード、グディソン・パークのブレンズ・ロード・スタンドとグラディス・ストリート・スタンド等は保存され、イギリス指定建造物として保護されている。ただし、タインカッスル・パークのメインスタンドは2016年に改装の許可が与えられた。

## 設計したスタジアムの例

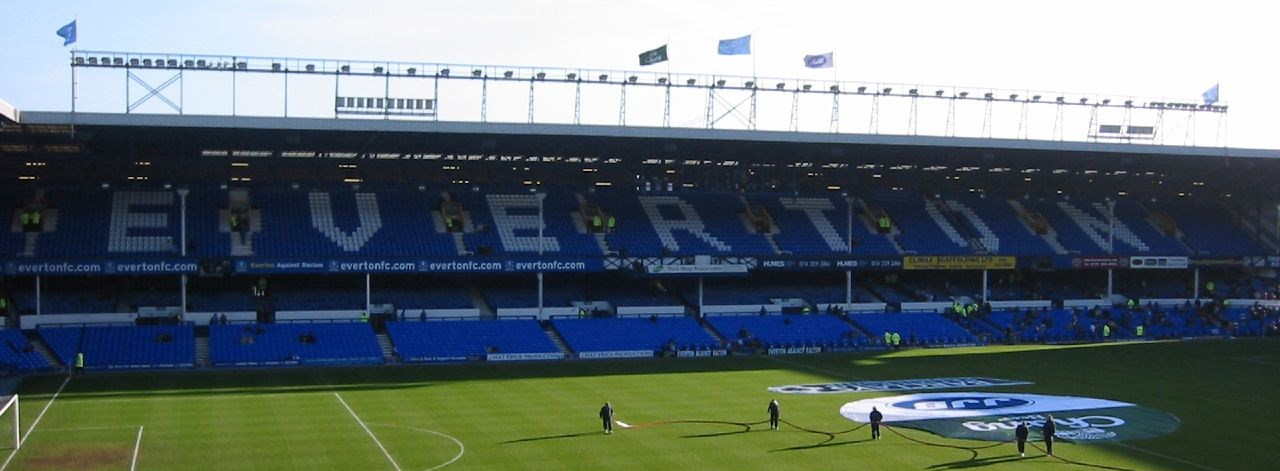
グディソン・パークの2階建てスタンド、ブレンズ・ロード・スタンド

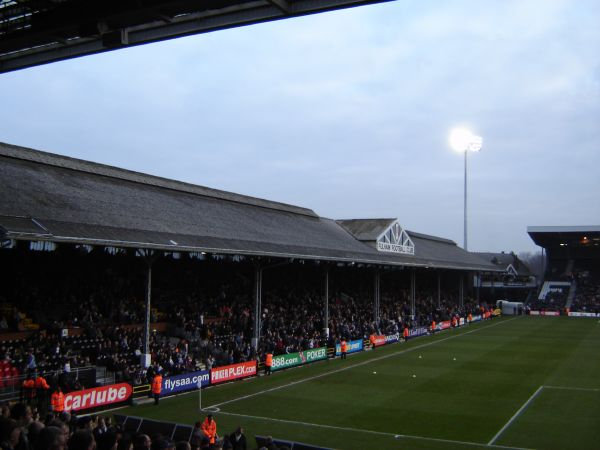
クレイヴン・コテージのジョニー・ヘインズ・スタンド

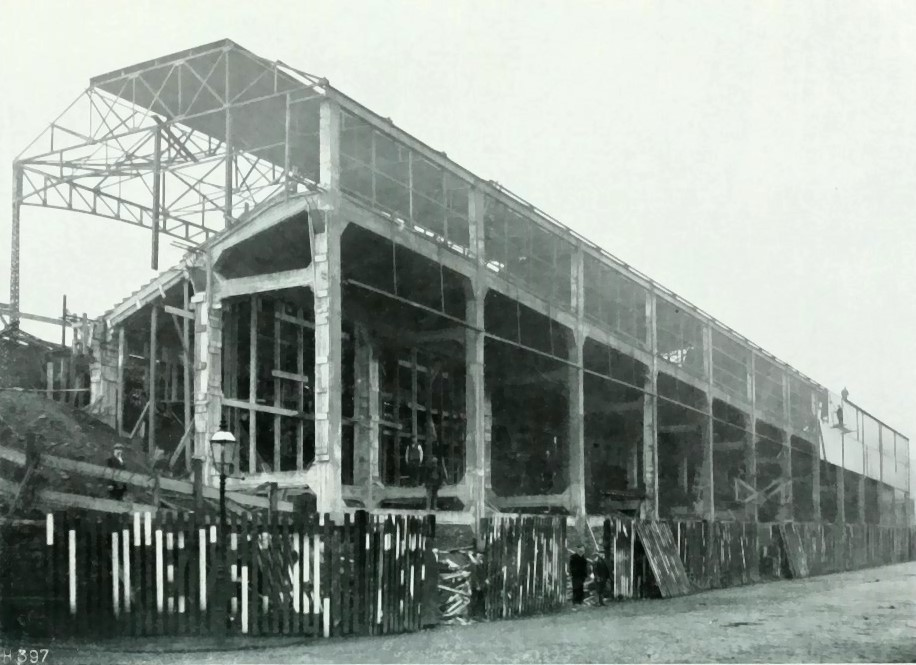
建築中のミッドランド・ロード・スタンド

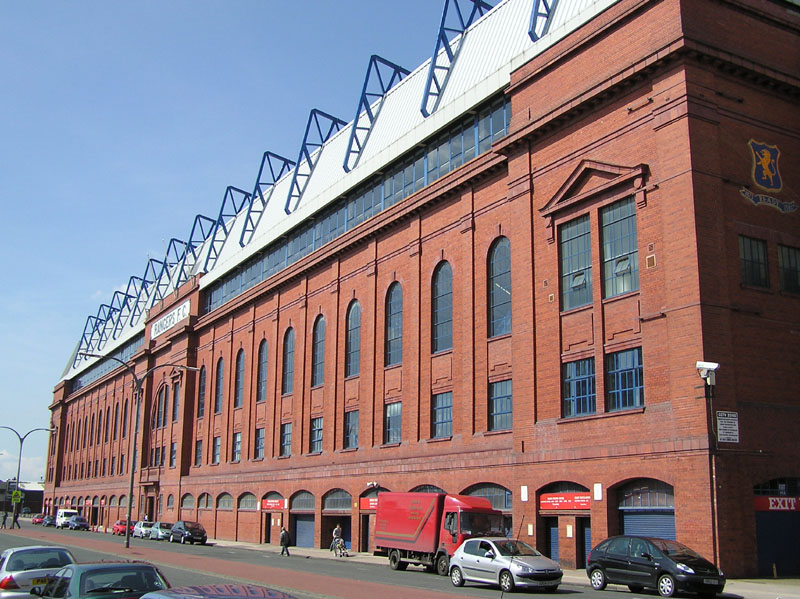
アイブロックスのメインスタンドであるビル・ストラス・スタンド

- アーセナル・スタジアム（ロンドン・ハイバリー）
- アイブロックス・パーク（グラスゴー）
- アンフィールド（リヴァプール）
- イーウッド・パーク（ブラックバーン）
- ヴィラ・パーク（バーミンガム）
- ウィンザー・パーク（ベルファスト）
- ウェストハム・スタジアム（ロンドン・ニューハム）
- エアーサム・パーク（ミドルズブラ）
- ザ・オールド・デン（ロンドン・ニュークロス）
- オールド・トラッフォード（グレーター・マンチェスター・トラフォード）
- カーディフ・アームズ・パーク（カーディフ）
- グディソン・パーク（リヴァプール）
- クレイヴン・コテージ（ロンドン・フラム）
- サマセット・パーク（エア）
- スタークス・パーク（キルカーディ）
- スタンフォード・ブリッジ（ロンドン・フラム）
- セルハースト・パーク（ロンドン・サウス・ノーウッド）
- タインカッスル・スタジアム（エディンバラ）
- ダリーマウント・パーク（ダブリン）
- ディープデイル（プレストン）
- ザ・デル（サウサンプトン）
- デンズ・パーク（ダンディー）
- ソルターゲート（チェスターフィールド）
- トゥイッケナム・スタジアム（ロンドン・トゥイッケナム）
- パーク・アベニュー（ブラッドフォード）
- ハイド・ロード（マンチェスター）
- ハムデン・パーク（グラスゴー）
- バレー・パレード（ブラッドフォード）
- ピットドリー・スタジアム（アバディーン）
- ヒルズボロ・スタジアム（シェフィールド）
- フィルバート・ストリートの2階建てスタンド（レスター）
- フラットン・パーク（ポーツマス）
- ブラモール・レーン（シェフィールド）
- ホーム・パーク（プリマス）
- ホワイト・ハート・レーン（ロンドン・トッテナム）
- モリニュー・スタジアム（ウルヴァーハンプトン）
- ラグビー・パーク（キルマーノック）
- ランズダウン・ロード（ダブリン）
- リーズ・ロード（ハダースフィールド）
- ロッカー・パーク（サンダーランド）